# Tân Sỏi
Tân Sỏi là một xã thuộc huyện Yên Thế, tỉnh Bắc Giang.

## Thông tin địa lý
Xã Tân Sỏi có diện tích: 609,27 ha , dân số năm 1999 là 3.882 người, năm 2008 là 4.216 người.
Xã Tân Sỏi có vị trí địa lý: 
- Phía Đông giáp xã Đồng Kỳ và thị trấn Bố Hạ
- Phía Tây giáp xã Đồng Lạc, huyện Yên Thế và xã Tân Trung, huyện Tân Yên
- Phía Nam giáp các xã Phúc Hòa và xã Hợp Đức thuộc huyện Tân Yên
- Phía Bắc giáp các xã Đồng Lạc, Đồng Tâm và Đồng Kỳ.

## Lịch sử
Năm 2008, một phần diện tích của xã Tân Sỏi (72,73 ha) cùng với một phần diện tích các xã Phồn Xương, Đồng Lạc, Hồng Kỳ, Tam Hiệp, Đồng Vương và dân số của thị trấn Nông trường Yên Thế được tách ra để thành lập xã Đồng Tâm.